# Вищий антикорупційний суд України
Вищий антикорупційний суд (ВАКС) — вищий спеціалізований суд в Україні, утворений відповідно до судової реформи 2016 року.
Робота новоствореного суду розпочалася 5 вересня 2019 року.

## Етапи створення

### Концепція
Вищий антикорупційний суд є судом зі всеукраїнською юрисдикцією, що створюється з метою розгляду окремих категорій справ. Крім здійснення правосуддя, ВАКС аналізує судову статистику, вивчає та узагальнює її, а також здійснює інші повноваження відповідно до закону.
Судді цього суду призначаються виключно на підставі результатів відкритого конкурсу.
Спочатку вважалося, що Вищий антикорупційний суд розглядатиме справи виключно за поданням Національного антикорупційного бюро України, проте у прийнятому Законі компетенція[⇨] суду була значно розширена. Це означало передачу до ВАКС тисяч кримінальних проваджень, які не стосуються топ-корупції, та «закоркування» його роботи на роки. Згодом було ухвалено закон, що вирішує цю проблему.

### Строки створення
Міжнародний валютний фонд вимагав ухвалення законодавства для створення антикорупційного суду не пізніше червня 2017 року.
Закон про судоустрій і статус суддів давав 12 місяців на утворення суду з дня набрання чинності спеціальним законом (до 14 червня 2019 р.) Прийнятий Закон про ВАКС передбачає, що суд розпочинає роботу за умови призначення щонайменше 35 його суддів, у тому числі 10 суддів Апеляційної палати. «Технічний» Закон про утворення суду прийнятий 21 червня 2018, набрав чинності 28 червня.
Крім того, потрібне було внесення змін до Закону про судоустрій та Бюджетного кодексу.

### Законопроєкти
До Верховної Ради були подані два законопроєкти від народних депутатів, які були негативно оцінені Венеціанською Комісією. Рекомендації ВК повинні бути покладені в основу остаточного закону згідно з позицією міжнародних донорів України.
Наступний проєкт Закону про Вищий антикорупційний суд зареєстрований у Верховній Раді Президентом Петром Порошенком 22 грудня 2017 року.
Згідно з проєктом, ВАКС здійснює правосуддя як суд першої та апеляційної інстанцій у кримінальних провадженнях щодо злочинів, віднесених до його юрисдикції, а також шляхом здійснення судового контролю за дотриманням прав, свобод та інтересів осіб у таких кримінальних провадженнях.
Законопроєкт негативно оцінили донори: МВФ, Світовий банк, Євросоюз, а також антикорупціонери. Основні предмети критики: послаблена роль Громадської ради міжнародних експертів, нереалістичні вимоги до кандидатів, надмірно розширена юрисдикція. Низка його положень не відповідали рекомендаціям Європейської комісії за демократію через право (Венеціанська комісія), викладених у висновку від 9 жовтня 2017 року № 896/2017 (CDL-AD(2017)020), а також вимогам Закону України «Про судоустрій і статус суддів».
1 березня 2018 парламент ухвалив у першому читанні проєкт Закону «Про Вищий антикорупційний суд України», внесений президентом України Петром Порошенком. 7 червня Закон був прийнятий конституційною більшістю народних депутатів. Під час його обговорення було досягнуто компромісу щодо права вето Ради міжнародних експертів при обранні суддів.
11 червня Президент України підписав прийнятий закон. 13 червня його було офіційно оприлюднено в газеті «Голос України», набрання чинності відбулося 14 червня 2018 року.

## Критика, підтримка на етапі створення

Перша інстанція ВАКС (Берестейський проспект, 41)

Критичне сприйняття ідеї спеціалізованого антикорупційного суду засновувалося на такому:
- по-перше, відсутній окремий процесуальний закон для антикорупційного судочинства, тобто цей суд не є спеціалізованим у власному розумінні слова;|  | Чому б тоді не створити на додачу Вищий антитерористичний суд у справах СБУ? Вищий податковий суд для ДФС тощо… |
- по-друге, наявність всього двох інстанцій порушує право на апеляційне та касаційне оскарження судового рішення, суперечить чинному КПК;
- по-третє, незначна кількість справ НАБУ не виправдовує створення під них окремої судової установи[28].

Голова Верховного Суду України Ярослав Романюк назвав цей суд «зайвою ланкою»:
|  | Це неправильний шлях для розгляду спеціальної категорії справ — створювати спеціальні суди. Так можна далеко зайти. Тоді давайте будемо створювати спеціальні суди для розгляду конкретних справ… Необхідності в цьому просто немає. Судова система досить велика, цілком здатна забезпечити розгляд усіх категорій справ. У Європі антикорупційні суди є в Словаччині, Болгарії та Сербії. І в цих країнах констатують, що їх створення свого часу було помилкою. Це було невиправдано, вони нині незайняті. У Словаччині такий суд може розглядати справи щодо спроби безкоштовного проїзду за допомогою посвідчення держслужбовця в громадському транспорті. Таку мету ми переслідуємо? |

З такою точкою зору погоджується і Голова ВККС Сергій Козьяков.
Відомий адвокат Андрій Федур вважає цей суд «надзвичайним особливим судом, створення якого прямо заборонено ч. 6 ст. 125 Конституції України».
Підтримали створення антикорупційного суду (чи системи «незалежних антикорупційних судів») громадські діячі, Венеційська комісія, МАКР, Transparency International EU, GRECO, ЄС та США.

На думку експерта РПР Михайла Каменєва, громадські очікування від антикорупційного суду є завищеними:
|  | Викликає серйозне питання існування двох паралельних судових вертикалей — з одного боку антикорупційної для багатих клієнтів НАБУ; з іншого боку — несправедливої — для всіх інших. …З огляду на високі гарантії кримінального процесу більше шансів вийти сухим з води у підсудного в неупередженому суді, аніж в інших «поганих» судах. Одним з аргументів для створення ВАС було нинішнє затягування судових процесів… Змагальний кримінальний процес, у якому працюють високопрофесійні адвокати і де діють високі стандарти забезпечення прав людини, може тривати […] і 5 років, якщо справа справді складна і в ній багато свідків та доказів. …Багато хто буде виправданий через проблеми, що існують із розслідуванням цієї категорії злочинів. |

## Статус

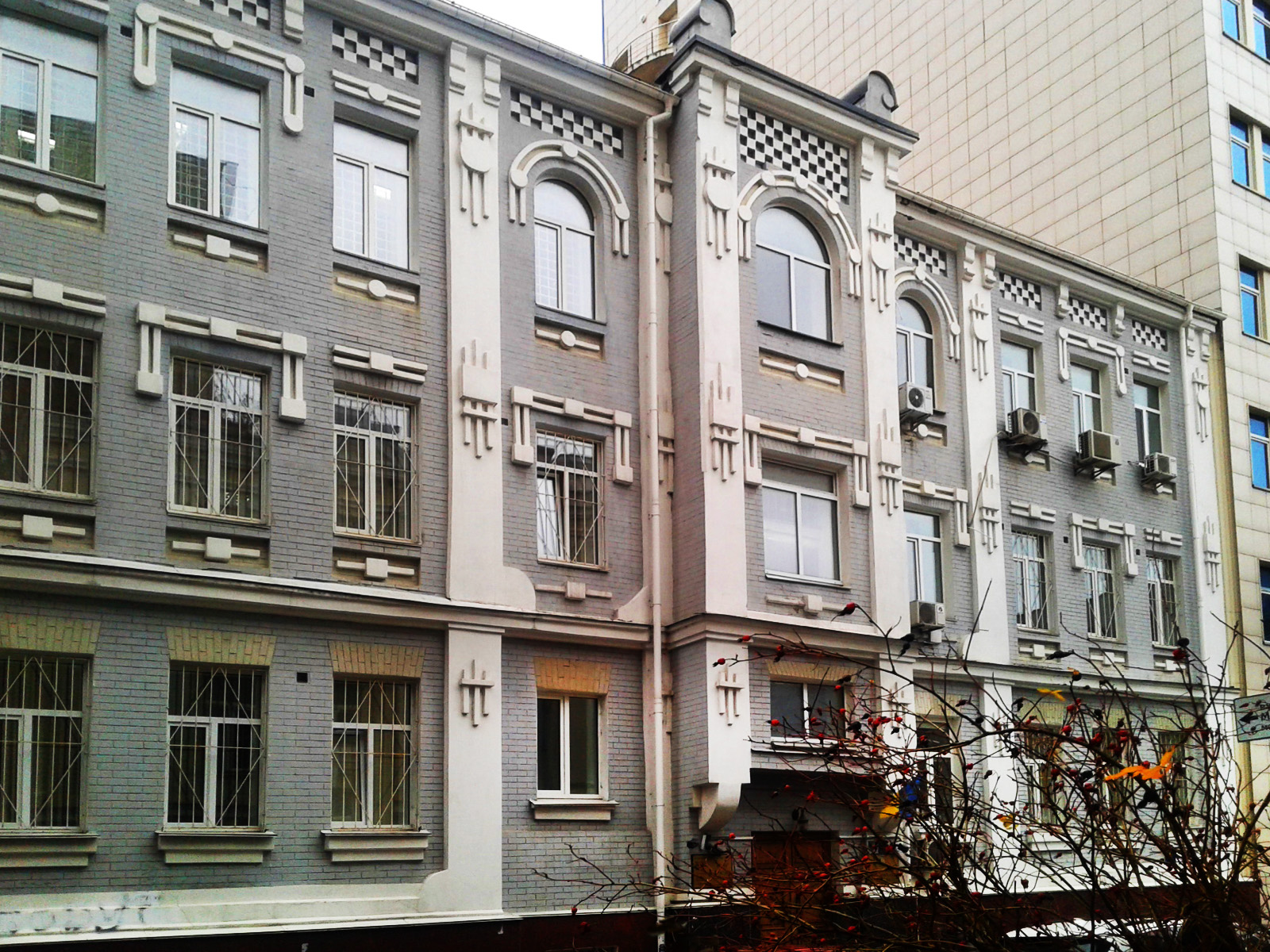
Апеляційна палата ВАКС

Згідно з ухваленим Законом, Вищий антикорупційний суд є постійно діючим вищим спеціалізованим судом у системі судоустрою України. Його завданням є здійснення правосуддя відповідно до визначених законом засад та процедур судочинства з метою захисту особи, суспільства та держави від корупційних і пов'язаних із ними злочинів та судового контролю за досудовим розслідуванням цих злочинів, дотриманням прав, свобод та інтересів осіб у кримінальному провадженні.
Вищий антикорупційний суд здійснює правосуддя як суд першої та апеляційної інстанцій у кримінальних провадженнях щодо злочинів, віднесених до його юрисдикції (підсудності) процесуальним законом, а також у цивільних справах про визнання необґрунтованими активів та їх стягнення в дохід держави.
Законом визначаються спеціальні вимоги до кандидатів на посаду судді ВАКС, а саме:
1. стаж роботи на посаді судді не менше п'яти років;
2. науковий ступінь у сфері права та стаж наукової роботи у сфері права щонайменше сім років;
3. досвід професійної діяльності адвоката щонайменше сім років;
4. сукупний стаж (досвід) вищезазначеної діяльності щонайменше сім років.

Також визначається, хто не може бути суддею ВАКС.
Для визначення відповідності кандидатів у процесі конкурсу утворюється Громадська рада міжнародних експертів як допоміжний орган Вищої кваліфікаційної комісії суддів. Громадська рада складається з шести членів, які призначаються ВККС виключно на підставі пропозицій міжнародних організацій, з якими Україна співпрацює у сфері протидії корупції.
За змістом Закону, чотири члени Громадської ради міжнародних експертів мають можливість заветувати будь-яку кандидатуру на посаду судді.
У Вищому антикорупційному суді утворюється Апеляційна палата, що має окремого голову, приміщення, фінансування, секретаріат.

## Підсудність
До Вищого антикорупційного суду спрямовуються справи за встановленою КПК України підсудністю, яка залежить від суті злочинів, у яких обвинувачується особа.
Крім того, з 28 листопада 2019 р. суд повноважний визнавати необґрунтованими активи та стягувати їх у дохід держави в порядку цивільного судочинства.
| Вид злочинів                     | Номер статті КК | Повна чи скорочена назва статті КК | У випадку… | Якщо наявна хоча б одна з умов: | Якщо наявна хоча б одна з умов: | Якщо наявна хоча б одна з умов: |
| -------------------------------- | --------------- | --- | --- | --- | --- | ------------------------------- |
| Корупційні                       | 191             | Привласнення, розтрата майна або заволодіння ним шляхом зловживання службовим становищем | їх вчинення шляхом зловживання службовим становищем | 1) ким вчинено злочин Президентом України, повноваження якого припинено, народним депутатом України, Прем'єр-міністром України, членом Кабінету Міністрів України, першим заступником та заступником міністра, членом Національної ради України з питань телебачення і радіомовлення, Національної комісії, що здійснює державне регулювання у сфері ринків фінансових послуг, Національної комісії з цінних паперів та фондового ринку, Антимонопольного комітету України, Головою Державного комітету телебачення і радіомовлення України, Головою Фонду державного майна України, його першим заступником та заступником, членом Центральної виборчої комісії, Головою Національного банку України, його першим заступником та заступником, членом Ради Національного банку України, Секретарем Ради національної безпеки і оборони України, його першим заступником та заступником, Постійним Представником Президента України в Автономній Республіці Крим, його першим заступником та заступником, радником або помічником Президента України, Голови Верховної Ради України, Прем'єр-міністра України; державним службовцем, посада якого належить до категорії «А»; депутатом Верховної Ради Автономної Республіки Крим, депутатом обласної ради, міської ради міст Києва та Севастополя, посадовою особою місцевого самоврядування, посаду якої віднесено до першої та другої категорій посад; суддею (крім суддів Вищого антикорупційного суду), суддею Конституційного Суду України, присяжним (під час виконання ним обов'язків у суді), Головою, заступником Голови, членом, інспектором Вищої ради правосуддя, Головою, заступником Голови, членом, інспектором Вищої кваліфікаційної комісії суддів України; прокурорами органів прокуратури, зазначеними у пунктах 1 — 4, 5 — 11 частини першої статті 15 Закону України «Про прокуратуру»; особою вищого начальницького складу, державної кримінально-виконавчої служби, органів та підрозділів цивільного захисту, вищого складу Національної поліції, посадовою особою митної служби, якій присвоєно спеціальне звання державного радника податкової та митної справи III рангу і вище, посадовою особою органів державної податкової служби, якій присвоєно спеціальне звання державного радника податкової та митної справи III рангу і вище; військовослужбовцем вищого офіцерського складу Збройних Сил України, Служби безпеки України, Державної прикордонної служби України, Державної спеціальної служби транспорту, Національної гвардії України та інших військових формувань, утворених відповідно до законів України; керівником суб'єкта великого підприємництва, у статутному капіталі якого частка державної або комунальної власності перевищує 50 відсотків | 2) розмір предмета злочину розмір предмета злочину або завданої ним шкоди в п'ятсот і більше разів перевищує розмір прожиткового мінімуму для працездатних осіб, встановленого законом на час вчинення злочину (якщо злочин вчинено службовою особою державного органу, правоохоронного органу, військового формування, органу місцевого самоврядування, суб'єкта господарювання, у статутному капіталі якого частка державної або комунальної власності перевищує 50 відсотків) |                                 |
| Корупційні                       | 262             | Викрадення, привласнення, вимагання вогнепальної зброї, боєприпасів, вибухівки чи радіоактивних матеріалів чи заволодіння ними шляхом шахрайства або зловживанням службовим становищем | їх вчинення шляхом зловживання службовим становищем | 1) ким вчинено злочин Президентом України, повноваження якого припинено, народним депутатом України, Прем'єр-міністром України, членом Кабінету Міністрів України, першим заступником та заступником міністра, членом Національної ради України з питань телебачення і радіомовлення, Національної комісії, що здійснює державне регулювання у сфері ринків фінансових послуг, Національної комісії з цінних паперів та фондового ринку, Антимонопольного комітету України, Головою Державного комітету телебачення і радіомовлення України, Головою Фонду державного майна України, його першим заступником та заступником, членом Центральної виборчої комісії, Головою Національного банку України, його першим заступником та заступником, членом Ради Національного банку України, Секретарем Ради національної безпеки і оборони України, його першим заступником та заступником, Постійним Представником Президента України в Автономній Республіці Крим, його першим заступником та заступником, радником або помічником Президента України, Голови Верховної Ради України, Прем'єр-міністра України; державним службовцем, посада якого належить до категорії «А»; депутатом Верховної Ради Автономної Республіки Крим, депутатом обласної ради, міської ради міст Києва та Севастополя, посадовою особою місцевого самоврядування, посаду якої віднесено до першої та другої категорій посад; суддею (крім суддів Вищого антикорупційного суду), суддею Конституційного Суду України, присяжним (під час виконання ним обов'язків у суді), Головою, заступником Голови, членом, інспектором Вищої ради правосуддя, Головою, заступником Голови, членом, інспектором Вищої кваліфікаційної комісії суддів України; прокурорами органів прокуратури, зазначеними у пунктах 1 — 4, 5 — 11 частини першої статті 15 Закону України «Про прокуратуру»; особою вищого начальницького складу, державної кримінально-виконавчої служби, органів та підрозділів цивільного захисту, вищого складу Національної поліції, посадовою особою митної служби, якій присвоєно спеціальне звання державного радника податкової та митної справи III рангу і вище, посадовою особою органів державної податкової служби, якій присвоєно спеціальне звання державного радника податкової та митної справи III рангу і вище; військовослужбовцем вищого офіцерського складу Збройних Сил України, Служби безпеки України, Державної прикордонної служби України, Державної спеціальної служби транспорту, Національної гвардії України та інших військових формувань, утворених відповідно до законів України; керівником суб'єкта великого підприємництва, у статутному капіталі якого частка державної або комунальної власності перевищує 50 відсотків | 2) розмір предмета злочину розмір предмета злочину або завданої ним шкоди в п'ятсот і більше разів перевищує розмір прожиткового мінімуму для працездатних осіб, встановленого законом на час вчинення злочину (якщо злочин вчинено службовою особою державного органу, правоохоронного органу, військового формування, органу місцевого самоврядування, суб'єкта господарювання, у статутному капіталі якого частка державної або комунальної власності перевищує 50 відсотків) |                                 |
| Корупційні                       | 308             | Викрадення, привласнення, вимагання наркотиків чи заволодіння ними шляхом шахрайства або зловживання службовим становищем | їх вчинення шляхом зловживання службовим становищем | 1) ким вчинено злочин Президентом України, повноваження якого припинено, народним депутатом України, Прем'єр-міністром України, членом Кабінету Міністрів України, першим заступником та заступником міністра, членом Національної ради України з питань телебачення і радіомовлення, Національної комісії, що здійснює державне регулювання у сфері ринків фінансових послуг, Національної комісії з цінних паперів та фондового ринку, Антимонопольного комітету України, Головою Державного комітету телебачення і радіомовлення України, Головою Фонду державного майна України, його першим заступником та заступником, членом Центральної виборчої комісії, Головою Національного банку України, його першим заступником та заступником, членом Ради Національного банку України, Секретарем Ради національної безпеки і оборони України, його першим заступником та заступником, Постійним Представником Президента України в Автономній Республіці Крим, його першим заступником та заступником, радником або помічником Президента України, Голови Верховної Ради України, Прем'єр-міністра України; державним службовцем, посада якого належить до категорії «А»; депутатом Верховної Ради Автономної Республіки Крим, депутатом обласної ради, міської ради міст Києва та Севастополя, посадовою особою місцевого самоврядування, посаду якої віднесено до першої та другої категорій посад; суддею (крім суддів Вищого антикорупційного суду), суддею Конституційного Суду України, присяжним (під час виконання ним обов'язків у суді), Головою, заступником Голови, членом, інспектором Вищої ради правосуддя, Головою, заступником Голови, членом, інспектором Вищої кваліфікаційної комісії суддів України; прокурорами органів прокуратури, зазначеними у пунктах 1 — 4, 5 — 11 частини першої статті 15 Закону України «Про прокуратуру»; особою вищого начальницького складу, державної кримінально-виконавчої служби, органів та підрозділів цивільного захисту, вищого складу Національної поліції, посадовою особою митної служби, якій присвоєно спеціальне звання державного радника податкової та митної справи III рангу і вище, посадовою особою органів державної податкової служби, якій присвоєно спеціальне звання державного радника податкової та митної справи III рангу і вище; військовослужбовцем вищого офіцерського складу Збройних Сил України, Служби безпеки України, Державної прикордонної служби України, Державної спеціальної служби транспорту, Національної гвардії України та інших військових формувань, утворених відповідно до законів України; керівником суб'єкта великого підприємництва, у статутному капіталі якого частка державної або комунальної власності перевищує 50 відсотків | 2) розмір предмета злочину розмір предмета злочину або завданої ним шкоди в п'ятсот і більше разів перевищує розмір прожиткового мінімуму для працездатних осіб, встановленого законом на час вчинення злочину (якщо злочин вчинено службовою особою державного органу, правоохоронного органу, військового формування, органу місцевого самоврядування, суб'єкта господарювання, у статутному капіталі якого частка державної або комунальної власності перевищує 50 відсотків) |                                 |
| Корупційні                       | 312             | Викрадення, привласнення, вимагання прекурсорів або заволодіння ними шляхом шахрайства або зловживання службовим становищем | їх вчинення шляхом зловживання службовим становищем | 1) ким вчинено злочин Президентом України, повноваження якого припинено, народним депутатом України, Прем'єр-міністром України, членом Кабінету Міністрів України, першим заступником та заступником міністра, членом Національної ради України з питань телебачення і радіомовлення, Національної комісії, що здійснює державне регулювання у сфері ринків фінансових послуг, Національної комісії з цінних паперів та фондового ринку, Антимонопольного комітету України, Головою Державного комітету телебачення і радіомовлення України, Головою Фонду державного майна України, його першим заступником та заступником, членом Центральної виборчої комісії, Головою Національного банку України, його першим заступником та заступником, членом Ради Національного банку України, Секретарем Ради національної безпеки і оборони України, його першим заступником та заступником, Постійним Представником Президента України в Автономній Республіці Крим, його першим заступником та заступником, радником або помічником Президента України, Голови Верховної Ради України, Прем'єр-міністра України; державним службовцем, посада якого належить до категорії «А»; депутатом Верховної Ради Автономної Республіки Крим, депутатом обласної ради, міської ради міст Києва та Севастополя, посадовою особою місцевого самоврядування, посаду якої віднесено до першої та другої категорій посад; суддею (крім суддів Вищого антикорупційного суду), суддею Конституційного Суду України, присяжним (під час виконання ним обов'язків у суді), Головою, заступником Голови, членом, інспектором Вищої ради правосуддя, Головою, заступником Голови, членом, інспектором Вищої кваліфікаційної комісії суддів України; прокурорами органів прокуратури, зазначеними у пунктах 1 — 4, 5 — 11 частини першої статті 15 Закону України «Про прокуратуру»; особою вищого начальницького складу, державної кримінально-виконавчої служби, органів та підрозділів цивільного захисту, вищого складу Національної поліції, посадовою особою митної служби, якій присвоєно спеціальне звання державного радника податкової та митної справи III рангу і вище, посадовою особою органів державної податкової служби, якій присвоєно спеціальне звання державного радника податкової та митної справи III рангу і вище; військовослужбовцем вищого офіцерського складу Збройних Сил України, Служби безпеки України, Державної прикордонної служби України, Державної спеціальної служби транспорту, Національної гвардії України та інших військових формувань, утворених відповідно до законів України; керівником суб'єкта великого підприємництва, у статутному капіталі якого частка державної або комунальної власності перевищує 50 відсотків | 2) розмір предмета злочину розмір предмета злочину або завданої ним шкоди в п'ятсот і більше разів перевищує розмір прожиткового мінімуму для працездатних осіб, встановленого законом на час вчинення злочину (якщо злочин вчинено службовою особою державного органу, правоохоронного органу, військового формування, органу місцевого самоврядування, суб'єкта господарювання, у статутному капіталі якого частка державної або комунальної власності перевищує 50 відсотків) |                                 |
| Корупційні                       | 313             | Викрадення, привласнення, вимагання обладнання, призначеного для виготовлення наркотиків, чи заволодіння ним шляхом шахрайства або зловживання службовим становищем | їх вчинення шляхом зловживання службовим становищем | 1) ким вчинено злочин Президентом України, повноваження якого припинено, народним депутатом України, Прем'єр-міністром України, членом Кабінету Міністрів України, першим заступником та заступником міністра, членом Національної ради України з питань телебачення і радіомовлення, Національної комісії, що здійснює державне регулювання у сфері ринків фінансових послуг, Національної комісії з цінних паперів та фондового ринку, Антимонопольного комітету України, Головою Державного комітету телебачення і радіомовлення України, Головою Фонду державного майна України, його першим заступником та заступником, членом Центральної виборчої комісії, Головою Національного банку України, його першим заступником та заступником, членом Ради Національного банку України, Секретарем Ради національної безпеки і оборони України, його першим заступником та заступником, Постійним Представником Президента України в Автономній Республіці Крим, його першим заступником та заступником, радником або помічником Президента України, Голови Верховної Ради України, Прем'єр-міністра України; державним службовцем, посада якого належить до категорії «А»; депутатом Верховної Ради Автономної Республіки Крим, депутатом обласної ради, міської ради міст Києва та Севастополя, посадовою особою місцевого самоврядування, посаду якої віднесено до першої та другої категорій посад; суддею (крім суддів Вищого антикорупційного суду), суддею Конституційного Суду України, присяжним (під час виконання ним обов'язків у суді), Головою, заступником Голови, членом, інспектором Вищої ради правосуддя, Головою, заступником Голови, членом, інспектором Вищої кваліфікаційної комісії суддів України; прокурорами органів прокуратури, зазначеними у пунктах 1 — 4, 5 — 11 частини першої статті 15 Закону України «Про прокуратуру»; особою вищого начальницького складу, державної кримінально-виконавчої служби, органів та підрозділів цивільного захисту, вищого складу Національної поліції, посадовою особою митної служби, якій присвоєно спеціальне звання державного радника податкової та митної справи III рангу і вище, посадовою особою органів державної податкової служби, якій присвоєно спеціальне звання державного радника податкової та митної справи III рангу і вище; військовослужбовцем вищого офіцерського складу Збройних Сил України, Служби безпеки України, Державної прикордонної служби України, Державної спеціальної служби транспорту, Національної гвардії України та інших військових формувань, утворених відповідно до законів України; керівником суб'єкта великого підприємництва, у статутному капіталі якого частка державної або комунальної власності перевищує 50 відсотків | 2) розмір предмета злочину розмір предмета злочину або завданої ним шкоди в п'ятсот і більше разів перевищує розмір прожиткового мінімуму для працездатних осіб, встановленого законом на час вчинення злочину (якщо злочин вчинено службовою особою державного органу, правоохоронного органу, військового формування, органу місцевого самоврядування, суб'єкта господарювання, у статутному капіталі якого частка державної або комунальної власності перевищує 50 відсотків) |                                 |
| Корупційні                       | 320             | Порушення встановлених правил обігу наркотиків | їх вчинення шляхом зловживання службовим становищем | 1) ким вчинено злочин Президентом України, повноваження якого припинено, народним депутатом України, Прем'єр-міністром України, членом Кабінету Міністрів України, першим заступником та заступником міністра, членом Національної ради України з питань телебачення і радіомовлення, Національної комісії, що здійснює державне регулювання у сфері ринків фінансових послуг, Національної комісії з цінних паперів та фондового ринку, Антимонопольного комітету України, Головою Державного комітету телебачення і радіомовлення України, Головою Фонду державного майна України, його першим заступником та заступником, членом Центральної виборчої комісії, Головою Національного банку України, його першим заступником та заступником, членом Ради Національного банку України, Секретарем Ради національної безпеки і оборони України, його першим заступником та заступником, Постійним Представником Президента України в Автономній Республіці Крим, його першим заступником та заступником, радником або помічником Президента України, Голови Верховної Ради України, Прем'єр-міністра України; державним службовцем, посада якого належить до категорії «А»; депутатом Верховної Ради Автономної Республіки Крим, депутатом обласної ради, міської ради міст Києва та Севастополя, посадовою особою місцевого самоврядування, посаду якої віднесено до першої та другої категорій посад; суддею (крім суддів Вищого антикорупційного суду), суддею Конституційного Суду України, присяжним (під час виконання ним обов'язків у суді), Головою, заступником Голови, членом, інспектором Вищої ради правосуддя, Головою, заступником Голови, членом, інспектором Вищої кваліфікаційної комісії суддів України; прокурорами органів прокуратури, зазначеними у пунктах 1 — 4, 5 — 11 частини першої статті 15 Закону України «Про прокуратуру»; особою вищого начальницького складу, державної кримінально-виконавчої служби, органів та підрозділів цивільного захисту, вищого складу Національної поліції, посадовою особою митної служби, якій присвоєно спеціальне звання державного радника податкової та митної справи III рангу і вище, посадовою особою органів державної податкової служби, якій присвоєно спеціальне звання державного радника податкової та митної справи III рангу і вище; військовослужбовцем вищого офіцерського складу Збройних Сил України, Служби безпеки України, Державної прикордонної служби України, Державної спеціальної служби транспорту, Національної гвардії України та інших військових формувань, утворених відповідно до законів України; керівником суб'єкта великого підприємництва, у статутному капіталі якого частка державної або комунальної власності перевищує 50 відсотків | 2) розмір предмета злочину розмір предмета злочину або завданої ним шкоди в п'ятсот і більше разів перевищує розмір прожиткового мінімуму для працездатних осіб, встановленого законом на час вчинення злочину (якщо злочин вчинено службовою особою державного органу, правоохоронного органу, військового формування, органу місцевого самоврядування, суб'єкта господарювання, у статутному капіталі якого частка державної або комунальної власності перевищує 50 відсотків) |                                 |
| Корупційні                       | 357             | Викрадення, привласнення, вимагання документів, штампів, печаток, заволодіння ними шляхом шахрайства чи зловживання службовим становищем або їх пошкодження | їх вчинення шляхом зловживання службовим становищем | 1) ким вчинено злочин Президентом України, повноваження якого припинено, народним депутатом України, Прем'єр-міністром України, членом Кабінету Міністрів України, першим заступником та заступником міністра, членом Національної ради України з питань телебачення і радіомовлення, Національної комісії, що здійснює державне регулювання у сфері ринків фінансових послуг, Національної комісії з цінних паперів та фондового ринку, Антимонопольного комітету України, Головою Державного комітету телебачення і радіомовлення України, Головою Фонду державного майна України, його першим заступником та заступником, членом Центральної виборчої комісії, Головою Національного банку України, його першим заступником та заступником, членом Ради Національного банку України, Секретарем Ради національної безпеки і оборони України, його першим заступником та заступником, Постійним Представником Президента України в Автономній Республіці Крим, його першим заступником та заступником, радником або помічником Президента України, Голови Верховної Ради України, Прем'єр-міністра України; державним службовцем, посада якого належить до категорії «А»; депутатом Верховної Ради Автономної Республіки Крим, депутатом обласної ради, міської ради міст Києва та Севастополя, посадовою особою місцевого самоврядування, посаду якої віднесено до першої та другої категорій посад; суддею (крім суддів Вищого антикорупційного суду), суддею Конституційного Суду України, присяжним (під час виконання ним обов'язків у суді), Головою, заступником Голови, членом, інспектором Вищої ради правосуддя, Головою, заступником Голови, членом, інспектором Вищої кваліфікаційної комісії суддів України; прокурорами органів прокуратури, зазначеними у пунктах 1 — 4, 5 — 11 частини першої статті 15 Закону України «Про прокуратуру»; особою вищого начальницького складу, державної кримінально-виконавчої служби, органів та підрозділів цивільного захисту, вищого складу Національної поліції, посадовою особою митної служби, якій присвоєно спеціальне звання державного радника податкової та митної справи III рангу і вище, посадовою особою органів державної податкової служби, якій присвоєно спеціальне звання державного радника податкової та митної справи III рангу і вище; військовослужбовцем вищого офіцерського складу Збройних Сил України, Служби безпеки України, Державної прикордонної служби України, Державної спеціальної служби транспорту, Національної гвардії України та інших військових формувань, утворених відповідно до законів України; керівником суб'єкта великого підприємництва, у статутному капіталі якого частка державної або комунальної власності перевищує 50 відсотків | 2) розмір предмета злочину розмір предмета злочину або завданої ним шкоди в п'ятсот і більше разів перевищує розмір прожиткового мінімуму для працездатних осіб, встановленого законом на час вчинення злочину (якщо злочин вчинено службовою особою державного органу, правоохоронного органу, військового формування, органу місцевого самоврядування, суб'єкта господарювання, у статутному капіталі якого частка державної або комунальної власності перевищує 50 відсотків) |                                 |
| Корупційні                       | 410             | Викрадення, привласнення, вимагання військовослужбовцем зброї, боєприпасів, бойових речовин чи іншого військового майна, а також заволодіння ними шляхом шахрайства або зловживання службовим становищем | їх вчинення шляхом зловживання службовим становищем | 1) ким вчинено злочин Президентом України, повноваження якого припинено, народним депутатом України, Прем'єр-міністром України, членом Кабінету Міністрів України, першим заступником та заступником міністра, членом Національної ради України з питань телебачення і радіомовлення, Національної комісії, що здійснює державне регулювання у сфері ринків фінансових послуг, Національної комісії з цінних паперів та фондового ринку, Антимонопольного комітету України, Головою Державного комітету телебачення і радіомовлення України, Головою Фонду державного майна України, його першим заступником та заступником, членом Центральної виборчої комісії, Головою Національного банку України, його першим заступником та заступником, членом Ради Національного банку України, Секретарем Ради національної безпеки і оборони України, його першим заступником та заступником, Постійним Представником Президента України в Автономній Республіці Крим, його першим заступником та заступником, радником або помічником Президента України, Голови Верховної Ради України, Прем'єр-міністра України; державним службовцем, посада якого належить до категорії «А»; депутатом Верховної Ради Автономної Республіки Крим, депутатом обласної ради, міської ради міст Києва та Севастополя, посадовою особою місцевого самоврядування, посаду якої віднесено до першої та другої категорій посад; суддею (крім суддів Вищого антикорупційного суду), суддею Конституційного Суду України, присяжним (під час виконання ним обов'язків у суді), Головою, заступником Голови, членом, інспектором Вищої ради правосуддя, Головою, заступником Голови, членом, інспектором Вищої кваліфікаційної комісії суддів України; прокурорами органів прокуратури, зазначеними у пунктах 1 — 4, 5 — 11 частини першої статті 15 Закону України «Про прокуратуру»; особою вищого начальницького складу, державної кримінально-виконавчої служби, органів та підрозділів цивільного захисту, вищого складу Національної поліції, посадовою особою митної служби, якій присвоєно спеціальне звання державного радника податкової та митної справи III рангу і вище, посадовою особою органів державної податкової служби, якій присвоєно спеціальне звання державного радника податкової та митної справи III рангу і вище; військовослужбовцем вищого офіцерського складу Збройних Сил України, Служби безпеки України, Державної прикордонної служби України, Державної спеціальної служби транспорту, Національної гвардії України та інших військових формувань, утворених відповідно до законів України; керівником суб'єкта великого підприємництва, у статутному капіталі якого частка державної або комунальної власності перевищує 50 відсотків | 2) розмір предмета злочину розмір предмета злочину або завданої ним шкоди в п'ятсот і більше разів перевищує розмір прожиткового мінімуму для працездатних осіб, встановленого законом на час вчинення злочину (якщо злочин вчинено службовою особою державного органу, правоохоронного органу, військового формування, органу місцевого самоврядування, суб'єкта господарювання, у статутному капіталі якого частка державної або комунальної власності перевищує 50 відсотків) |                                 |
| Корупційні                       | 210             | Нецільове використання бюджетних коштів | | 1) ким вчинено злочин Президентом України, повноваження якого припинено, народним депутатом України, Прем'єр-міністром України, членом Кабінету Міністрів України, першим заступником та заступником міністра, членом Національної ради України з питань телебачення і радіомовлення, Національної комісії, що здійснює державне регулювання у сфері ринків фінансових послуг, Національної комісії з цінних паперів та фондового ринку, Антимонопольного комітету України, Головою Державного комітету телебачення і радіомовлення України, Головою Фонду державного майна України, його першим заступником та заступником, членом Центральної виборчої комісії, Головою Національного банку України, його першим заступником та заступником, членом Ради Національного банку України, Секретарем Ради національної безпеки і оборони України, його першим заступником та заступником, Постійним Представником Президента України в Автономній Республіці Крим, його першим заступником та заступником, радником або помічником Президента України, Голови Верховної Ради України, Прем'єр-міністра України; державним службовцем, посада якого належить до категорії «А»; депутатом Верховної Ради Автономної Республіки Крим, депутатом обласної ради, міської ради міст Києва та Севастополя, посадовою особою місцевого самоврядування, посаду якої віднесено до першої та другої категорій посад; суддею (крім суддів Вищого антикорупційного суду), суддею Конституційного Суду України, присяжним (під час виконання ним обов'язків у суді), Головою, заступником Голови, членом, інспектором Вищої ради правосуддя, Головою, заступником Голови, членом, інспектором Вищої кваліфікаційної комісії суддів України; прокурорами органів прокуратури, зазначеними у пунктах 1 — 4, 5 — 11 частини першої статті 15 Закону України «Про прокуратуру»; особою вищого начальницького складу, державної кримінально-виконавчої служби, органів та підрозділів цивільного захисту, вищого складу Національної поліції, посадовою особою митної служби, якій присвоєно спеціальне звання державного радника податкової та митної справи III рангу і вище, посадовою особою органів державної податкової служби, якій присвоєно спеціальне звання державного радника податкової та митної справи III рангу і вище; військовослужбовцем вищого офіцерського складу Збройних Сил України, Служби безпеки України, Державної прикордонної служби України, Державної спеціальної служби транспорту, Національної гвардії України та інших військових формувань, утворених відповідно до законів України; керівником суб'єкта великого підприємництва, у статутному капіталі якого частка державної або комунальної власності перевищує 50 відсотків | 2) розмір предмета злочину розмір предмета злочину або завданої ним шкоди в п'ятсот і більше разів перевищує розмір прожиткового мінімуму для працездатних осіб, встановленого законом на час вчинення злочину (якщо злочин вчинено службовою особою державного органу, правоохоронного органу, військового формування, органу місцевого самоврядування, суб'єкта господарювання, у статутному капіталі якого частка державної або комунальної власності перевищує 50 відсотків) |                                 |
| Корупційні                       | 354             | Підкуп працівника підприємства, установи чи організації | | 1) ким вчинено злочин Президентом України, повноваження якого припинено, народним депутатом України, Прем'єр-міністром України, членом Кабінету Міністрів України, першим заступником та заступником міністра, членом Національної ради України з питань телебачення і радіомовлення, Національної комісії, що здійснює державне регулювання у сфері ринків фінансових послуг, Національної комісії з цінних паперів та фондового ринку, Антимонопольного комітету України, Головою Державного комітету телебачення і радіомовлення України, Головою Фонду державного майна України, його першим заступником та заступником, членом Центральної виборчої комісії, Головою Національного банку України, його першим заступником та заступником, членом Ради Національного банку України, Секретарем Ради національної безпеки і оборони України, його першим заступником та заступником, Постійним Представником Президента України в Автономній Республіці Крим, його першим заступником та заступником, радником або помічником Президента України, Голови Верховної Ради України, Прем'єр-міністра України; державним службовцем, посада якого належить до категорії «А»; депутатом Верховної Ради Автономної Республіки Крим, депутатом обласної ради, міської ради міст Києва та Севастополя, посадовою особою місцевого самоврядування, посаду якої віднесено до першої та другої категорій посад; суддею (крім суддів Вищого антикорупційного суду), суддею Конституційного Суду України, присяжним (під час виконання ним обов'язків у суді), Головою, заступником Голови, членом, інспектором Вищої ради правосуддя, Головою, заступником Голови, членом, інспектором Вищої кваліфікаційної комісії суддів України; прокурорами органів прокуратури, зазначеними у пунктах 1 — 4, 5 — 11 частини першої статті 15 Закону України «Про прокуратуру»; особою вищого начальницького складу, державної кримінально-виконавчої служби, органів та підрозділів цивільного захисту, вищого складу Національної поліції, посадовою особою митної служби, якій присвоєно спеціальне звання державного радника податкової та митної справи III рангу і вище, посадовою особою органів державної податкової служби, якій присвоєно спеціальне звання державного радника податкової та митної справи III рангу і вище; військовослужбовцем вищого офіцерського складу Збройних Сил України, Служби безпеки України, Державної прикордонної служби України, Державної спеціальної служби транспорту, Національної гвардії України та інших військових формувань, утворених відповідно до законів України; керівником суб'єкта великого підприємництва, у статутному капіталі якого частка державної або комунальної власності перевищує 50 відсотків | 2) розмір предмета злочину розмір предмета злочину або завданої ним шкоди в п'ятсот і більше разів перевищує розмір прожиткового мінімуму для працездатних осіб, встановленого законом на час вчинення злочину (якщо злочин вчинено службовою особою державного органу, правоохоронного органу, військового формування, органу місцевого самоврядування, суб'єкта господарювання, у статутному капіталі якого частка державної або комунальної власності перевищує 50 відсотків) |                                 |
| Корупційні                       | 364             | Зловживання владою або службовим становищем | | 1) ким вчинено злочин Президентом України, повноваження якого припинено, народним депутатом України, Прем'єр-міністром України, членом Кабінету Міністрів України, першим заступником та заступником міністра, членом Національної ради України з питань телебачення і радіомовлення, Національної комісії, що здійснює державне регулювання у сфері ринків фінансових послуг, Національної комісії з цінних паперів та фондового ринку, Антимонопольного комітету України, Головою Державного комітету телебачення і радіомовлення України, Головою Фонду державного майна України, його першим заступником та заступником, членом Центральної виборчої комісії, Головою Національного банку України, його першим заступником та заступником, членом Ради Національного банку України, Секретарем Ради національної безпеки і оборони України, його першим заступником та заступником, Постійним Представником Президента України в Автономній Республіці Крим, його першим заступником та заступником, радником або помічником Президента України, Голови Верховної Ради України, Прем'єр-міністра України; державним службовцем, посада якого належить до категорії «А»; депутатом Верховної Ради Автономної Республіки Крим, депутатом обласної ради, міської ради міст Києва та Севастополя, посадовою особою місцевого самоврядування, посаду якої віднесено до першої та другої категорій посад; суддею (крім суддів Вищого антикорупційного суду), суддею Конституційного Суду України, присяжним (під час виконання ним обов'язків у суді), Головою, заступником Голови, членом, інспектором Вищої ради правосуддя, Головою, заступником Голови, членом, інспектором Вищої кваліфікаційної комісії суддів України; прокурорами органів прокуратури, зазначеними у пунктах 1 — 4, 5 — 11 частини першої статті 15 Закону України «Про прокуратуру»; особою вищого начальницького складу, державної кримінально-виконавчої служби, органів та підрозділів цивільного захисту, вищого складу Національної поліції, посадовою особою митної служби, якій присвоєно спеціальне звання державного радника податкової та митної справи III рангу і вище, посадовою особою органів державної податкової служби, якій присвоєно спеціальне звання державного радника податкової та митної справи III рангу і вище; військовослужбовцем вищого офіцерського складу Збройних Сил України, Служби безпеки України, Державної прикордонної служби України, Державної спеціальної служби транспорту, Національної гвардії України та інших військових формувань, утворених відповідно до законів України; керівником суб'єкта великого підприємництва, у статутному капіталі якого частка державної або комунальної власності перевищує 50 відсотків | 2) розмір предмета злочину розмір предмета злочину або завданої ним шкоди в п'ятсот і більше разів перевищує розмір прожиткового мінімуму для працездатних осіб, встановленого законом на час вчинення злочину (якщо злочин вчинено службовою особою державного органу, правоохоронного органу, військового формування, органу місцевого самоврядування, суб'єкта господарювання, у статутному капіталі якого частка державної або комунальної власності перевищує 50 відсотків) |                                 |
| Корупційні                       | 3641            | Зловживання повноваженнями службовою особою юридичної особи приватного права | | 1) ким вчинено злочин Президентом України, повноваження якого припинено, народним депутатом України, Прем'єр-міністром України, членом Кабінету Міністрів України, першим заступником та заступником міністра, членом Національної ради України з питань телебачення і радіомовлення, Національної комісії, що здійснює державне регулювання у сфері ринків фінансових послуг, Національної комісії з цінних паперів та фондового ринку, Антимонопольного комітету України, Головою Державного комітету телебачення і радіомовлення України, Головою Фонду державного майна України, його першим заступником та заступником, членом Центральної виборчої комісії, Головою Національного банку України, його першим заступником та заступником, членом Ради Національного банку України, Секретарем Ради національної безпеки і оборони України, його першим заступником та заступником, Постійним Представником Президента України в Автономній Республіці Крим, його першим заступником та заступником, радником або помічником Президента України, Голови Верховної Ради України, Прем'єр-міністра України; державним службовцем, посада якого належить до категорії «А»; депутатом Верховної Ради Автономної Республіки Крим, депутатом обласної ради, міської ради міст Києва та Севастополя, посадовою особою місцевого самоврядування, посаду якої віднесено до першої та другої категорій посад; суддею (крім суддів Вищого антикорупційного суду), суддею Конституційного Суду України, присяжним (під час виконання ним обов'язків у суді), Головою, заступником Голови, членом, інспектором Вищої ради правосуддя, Головою, заступником Голови, членом, інспектором Вищої кваліфікаційної комісії суддів України; прокурорами органів прокуратури, зазначеними у пунктах 1 — 4, 5 — 11 частини першої статті 15 Закону України «Про прокуратуру»; особою вищого начальницького складу, державної кримінально-виконавчої служби, органів та підрозділів цивільного захисту, вищого складу Національної поліції, посадовою особою митної служби, якій присвоєно спеціальне звання державного радника податкової та митної справи III рангу і вище, посадовою особою органів державної податкової служби, якій присвоєно спеціальне звання державного радника податкової та митної справи III рангу і вище; військовослужбовцем вищого офіцерського складу Збройних Сил України, Служби безпеки України, Державної прикордонної служби України, Державної спеціальної служби транспорту, Національної гвардії України та інших військових формувань, утворених відповідно до законів України; керівником суб'єкта великого підприємництва, у статутному капіталі якого частка державної або комунальної власності перевищує 50 відсотків | 2) розмір предмета злочину розмір предмета злочину або завданої ним шкоди в п'ятсот і більше разів перевищує розмір прожиткового мінімуму для працездатних осіб, встановленого законом на час вчинення злочину (якщо злочин вчинено службовою особою державного органу, правоохоронного органу, військового формування, органу місцевого самоврядування, суб'єкта господарювання, у статутному капіталі якого частка державної або комунальної власності перевищує 50 відсотків) |                                 |
| Корупційні                       | 3652            | Зловживання повноваженнями особами, які надають публічні послуги | | 1) ким вчинено злочин Президентом України, повноваження якого припинено, народним депутатом України, Прем'єр-міністром України, членом Кабінету Міністрів України, першим заступником та заступником міністра, членом Національної ради України з питань телебачення і радіомовлення, Національної комісії, що здійснює державне регулювання у сфері ринків фінансових послуг, Національної комісії з цінних паперів та фондового ринку, Антимонопольного комітету України, Головою Державного комітету телебачення і радіомовлення України, Головою Фонду державного майна України, його першим заступником та заступником, членом Центральної виборчої комісії, Головою Національного банку України, його першим заступником та заступником, членом Ради Національного банку України, Секретарем Ради національної безпеки і оборони України, його першим заступником та заступником, Постійним Представником Президента України в Автономній Республіці Крим, його першим заступником та заступником, радником або помічником Президента України, Голови Верховної Ради України, Прем'єр-міністра України; державним службовцем, посада якого належить до категорії «А»; депутатом Верховної Ради Автономної Республіки Крим, депутатом обласної ради, міської ради міст Києва та Севастополя, посадовою особою місцевого самоврядування, посаду якої віднесено до першої та другої категорій посад; суддею (крім суддів Вищого антикорупційного суду), суддею Конституційного Суду України, присяжним (під час виконання ним обов'язків у суді), Головою, заступником Голови, членом, інспектором Вищої ради правосуддя, Головою, заступником Голови, членом, інспектором Вищої кваліфікаційної комісії суддів України; прокурорами органів прокуратури, зазначеними у пунктах 1 — 4, 5 — 11 частини першої статті 15 Закону України «Про прокуратуру»; особою вищого начальницького складу, державної кримінально-виконавчої служби, органів та підрозділів цивільного захисту, вищого складу Національної поліції, посадовою особою митної служби, якій присвоєно спеціальне звання державного радника податкової та митної справи III рангу і вище, посадовою особою органів державної податкової служби, якій присвоєно спеціальне звання державного радника податкової та митної справи III рангу і вище; військовослужбовцем вищого офіцерського складу Збройних Сил України, Служби безпеки України, Державної прикордонної служби України, Державної спеціальної служби транспорту, Національної гвардії України та інших військових формувань, утворених відповідно до законів України; керівником суб'єкта великого підприємництва, у статутному капіталі якого частка державної або комунальної власності перевищує 50 відсотків | 2) розмір предмета злочину розмір предмета злочину або завданої ним шкоди в п'ятсот і більше разів перевищує розмір прожиткового мінімуму для працездатних осіб, встановленого законом на час вчинення злочину (якщо злочин вчинено службовою особою державного органу, правоохоронного органу, військового формування, органу місцевого самоврядування, суб'єкта господарювання, у статутному капіталі якого частка державної або комунальної власності перевищує 50 відсотків) |                                 |
| Корупційні                       | 368             | Прийняття пропозиції, обіцянки або одержання неправомірної вигоди | | 1) ким вчинено злочин Президентом України, повноваження якого припинено, народним депутатом України, Прем'єр-міністром України, членом Кабінету Міністрів України, першим заступником та заступником міністра, членом Національної ради України з питань телебачення і радіомовлення, Національної комісії, що здійснює державне регулювання у сфері ринків фінансових послуг, Національної комісії з цінних паперів та фондового ринку, Антимонопольного комітету України, Головою Державного комітету телебачення і радіомовлення України, Головою Фонду державного майна України, його першим заступником та заступником, членом Центральної виборчої комісії, Головою Національного банку України, його першим заступником та заступником, членом Ради Національного банку України, Секретарем Ради національної безпеки і оборони України, його першим заступником та заступником, Постійним Представником Президента України в Автономній Республіці Крим, його першим заступником та заступником, радником або помічником Президента України, Голови Верховної Ради України, Прем'єр-міністра України; державним службовцем, посада якого належить до категорії «А»; депутатом Верховної Ради Автономної Республіки Крим, депутатом обласної ради, міської ради міст Києва та Севастополя, посадовою особою місцевого самоврядування, посаду якої віднесено до першої та другої категорій посад; суддею (крім суддів Вищого антикорупційного суду), суддею Конституційного Суду України, присяжним (під час виконання ним обов'язків у суді), Головою, заступником Голови, членом, інспектором Вищої ради правосуддя, Головою, заступником Голови, членом, інспектором Вищої кваліфікаційної комісії суддів України; прокурорами органів прокуратури, зазначеними у пунктах 1 — 4, 5 — 11 частини першої статті 15 Закону України «Про прокуратуру»; особою вищого начальницького складу, державної кримінально-виконавчої служби, органів та підрозділів цивільного захисту, вищого складу Національної поліції, посадовою особою митної служби, якій присвоєно спеціальне звання державного радника податкової та митної справи III рангу і вище, посадовою особою органів державної податкової служби, якій присвоєно спеціальне звання державного радника податкової та митної справи III рангу і вище; військовослужбовцем вищого офіцерського складу Збройних Сил України, Служби безпеки України, Державної прикордонної служби України, Державної спеціальної служби транспорту, Національної гвардії України та інших військових формувань, утворених відповідно до законів України; керівником суб'єкта великого підприємництва, у статутному капіталі якого частка державної або комунальної власності перевищує 50 відсотків | 2) розмір предмета злочину розмір предмета злочину або завданої ним шкоди в п'ятсот і більше разів перевищує розмір прожиткового мінімуму для працездатних осіб, встановленого законом на час вчинення злочину (якщо злочин вчинено службовою особою державного органу, правоохоронного органу, військового формування, органу місцевого самоврядування, суб'єкта господарювання, у статутному капіталі якого частка державної або комунальної власності перевищує 50 відсотків) |                                 |
| Корупційні                       | 3682            | Незаконне збагачення | | 1) ким вчинено злочин Президентом України, повноваження якого припинено, народним депутатом України, Прем'єр-міністром України, членом Кабінету Міністрів України, першим заступником та заступником міністра, членом Національної ради України з питань телебачення і радіомовлення, Національної комісії, що здійснює державне регулювання у сфері ринків фінансових послуг, Національної комісії з цінних паперів та фондового ринку, Антимонопольного комітету України, Головою Державного комітету телебачення і радіомовлення України, Головою Фонду державного майна України, його першим заступником та заступником, членом Центральної виборчої комісії, Головою Національного банку України, його першим заступником та заступником, членом Ради Національного банку України, Секретарем Ради національної безпеки і оборони України, його першим заступником та заступником, Постійним Представником Президента України в Автономній Республіці Крим, його першим заступником та заступником, радником або помічником Президента України, Голови Верховної Ради України, Прем'єр-міністра України; державним службовцем, посада якого належить до категорії «А»; депутатом Верховної Ради Автономної Республіки Крим, депутатом обласної ради, міської ради міст Києва та Севастополя, посадовою особою місцевого самоврядування, посаду якої віднесено до першої та другої категорій посад; суддею (крім суддів Вищого антикорупційного суду), суддею Конституційного Суду України, присяжним (під час виконання ним обов'язків у суді), Головою, заступником Голови, членом, інспектором Вищої ради правосуддя, Головою, заступником Голови, членом, інспектором Вищої кваліфікаційної комісії суддів України; прокурорами органів прокуратури, зазначеними у пунктах 1 — 4, 5 — 11 частини першої статті 15 Закону України «Про прокуратуру»; особою вищого начальницького складу, державної кримінально-виконавчої служби, органів та підрозділів цивільного захисту, вищого складу Національної поліції, посадовою особою митної служби, якій присвоєно спеціальне звання державного радника податкової та митної справи III рангу і вище, посадовою особою органів державної податкової служби, якій присвоєно спеціальне звання державного радника податкової та митної справи III рангу і вище; військовослужбовцем вищого офіцерського складу Збройних Сил України, Служби безпеки України, Державної прикордонної служби України, Державної спеціальної служби транспорту, Національної гвардії України та інших військових формувань, утворених відповідно до законів України; керівником суб'єкта великого підприємництва, у статутному капіталі якого частка державної або комунальної власності перевищує 50 відсотків | 2) розмір предмета злочину розмір предмета злочину або завданої ним шкоди в п'ятсот і більше разів перевищує розмір прожиткового мінімуму для працездатних осіб, встановленого законом на час вчинення злочину (якщо злочин вчинено службовою особою державного органу, правоохоронного органу, військового формування, органу місцевого самоврядування, суб'єкта господарювання, у статутному капіталі якого частка державної або комунальної власності перевищує 50 відсотків) |                                 |
| Корупційні                       | 3683            | Підкуп службової особи юридичної особи приватного права | | 1) ким вчинено злочин Президентом України, повноваження якого припинено, народним депутатом України, Прем'єр-міністром України, членом Кабінету Міністрів України, першим заступником та заступником міністра, членом Національної ради України з питань телебачення і радіомовлення, Національної комісії, що здійснює державне регулювання у сфері ринків фінансових послуг, Національної комісії з цінних паперів та фондового ринку, Антимонопольного комітету України, Головою Державного комітету телебачення і радіомовлення України, Головою Фонду державного майна України, його першим заступником та заступником, членом Центральної виборчої комісії, Головою Національного банку України, його першим заступником та заступником, членом Ради Національного банку України, Секретарем Ради національної безпеки і оборони України, його першим заступником та заступником, Постійним Представником Президента України в Автономній Республіці Крим, його першим заступником та заступником, радником або помічником Президента України, Голови Верховної Ради України, Прем'єр-міністра України; державним службовцем, посада якого належить до категорії «А»; депутатом Верховної Ради Автономної Республіки Крим, депутатом обласної ради, міської ради міст Києва та Севастополя, посадовою особою місцевого самоврядування, посаду якої віднесено до першої та другої категорій посад; суддею (крім суддів Вищого антикорупційного суду), суддею Конституційного Суду України, присяжним (під час виконання ним обов'язків у суді), Головою, заступником Голови, членом, інспектором Вищої ради правосуддя, Головою, заступником Голови, членом, інспектором Вищої кваліфікаційної комісії суддів України; прокурорами органів прокуратури, зазначеними у пунктах 1 — 4, 5 — 11 частини першої статті 15 Закону України «Про прокуратуру»; особою вищого начальницького складу, державної кримінально-виконавчої служби, органів та підрозділів цивільного захисту, вищого складу Національної поліції, посадовою особою митної служби, якій присвоєно спеціальне звання державного радника податкової та митної справи III рангу і вище, посадовою особою органів державної податкової служби, якій присвоєно спеціальне звання державного радника податкової та митної справи III рангу і вище; військовослужбовцем вищого офіцерського складу Збройних Сил України, Служби безпеки України, Державної прикордонної служби України, Державної спеціальної служби транспорту, Національної гвардії України та інших військових формувань, утворених відповідно до законів України; керівником суб'єкта великого підприємництва, у статутному капіталі якого частка державної або комунальної власності перевищує 50 відсотків | 2) розмір предмета злочину розмір предмета злочину або завданої ним шкоди в п'ятсот і більше разів перевищує розмір прожиткового мінімуму для працездатних осіб, встановленого законом на час вчинення злочину (якщо злочин вчинено службовою особою державного органу, правоохоронного органу, військового формування, органу місцевого самоврядування, суб'єкта господарювання, у статутному капіталі якого частка державної або комунальної власності перевищує 50 відсотків) |                                 |
| Корупційні                       | 3684            | Підкуп особи, яка надає публічні послуги | | 1) ким вчинено злочин Президентом України, повноваження якого припинено, народним депутатом України, Прем'єр-міністром України, членом Кабінету Міністрів України, першим заступником та заступником міністра, членом Національної ради України з питань телебачення і радіомовлення, Національної комісії, що здійснює державне регулювання у сфері ринків фінансових послуг, Національної комісії з цінних паперів та фондового ринку, Антимонопольного комітету України, Головою Державного комітету телебачення і радіомовлення України, Головою Фонду державного майна України, його першим заступником та заступником, членом Центральної виборчої комісії, Головою Національного банку України, його першим заступником та заступником, членом Ради Національного банку України, Секретарем Ради національної безпеки і оборони України, його першим заступником та заступником, Постійним Представником Президента України в Автономній Республіці Крим, його першим заступником та заступником, радником або помічником Президента України, Голови Верховної Ради України, Прем'єр-міністра України; державним службовцем, посада якого належить до категорії «А»; депутатом Верховної Ради Автономної Республіки Крим, депутатом обласної ради, міської ради міст Києва та Севастополя, посадовою особою місцевого самоврядування, посаду якої віднесено до першої та другої категорій посад; суддею (крім суддів Вищого антикорупційного суду), суддею Конституційного Суду України, присяжним (під час виконання ним обов'язків у суді), Головою, заступником Голови, членом, інспектором Вищої ради правосуддя, Головою, заступником Голови, членом, інспектором Вищої кваліфікаційної комісії суддів України; прокурорами органів прокуратури, зазначеними у пунктах 1 — 4, 5 — 11 частини першої статті 15 Закону України «Про прокуратуру»; особою вищого начальницького складу, державної кримінально-виконавчої служби, органів та підрозділів цивільного захисту, вищого складу Національної поліції, посадовою особою митної служби, якій присвоєно спеціальне звання державного радника податкової та митної справи III рангу і вище, посадовою особою органів державної податкової служби, якій присвоєно спеціальне звання державного радника податкової та митної справи III рангу і вище; військовослужбовцем вищого офіцерського складу Збройних Сил України, Служби безпеки України, Державної прикордонної служби України, Державної спеціальної служби транспорту, Національної гвардії України та інших військових формувань, утворених відповідно до законів України; керівником суб'єкта великого підприємництва, у статутному капіталі якого частка державної або комунальної власності перевищує 50 відсотків | 2) розмір предмета злочину розмір предмета злочину або завданої ним шкоди в п'ятсот і більше разів перевищує розмір прожиткового мінімуму для працездатних осіб, встановленого законом на час вчинення злочину (якщо злочин вчинено службовою особою державного органу, правоохоронного органу, військового формування, органу місцевого самоврядування, суб'єкта господарювання, у статутному капіталі якого частка державної або комунальної власності перевищує 50 відсотків) |                                 |
| Корупційні                       | 3685            | Незаконне збагачення | | 1) ким вчинено злочин Президентом України, повноваження якого припинено, народним депутатом України, Прем'єр-міністром України, членом Кабінету Міністрів України, першим заступником та заступником міністра, членом Національної ради України з питань телебачення і радіомовлення, Національної комісії, що здійснює державне регулювання у сфері ринків фінансових послуг, Національної комісії з цінних паперів та фондового ринку, Антимонопольного комітету України, Головою Державного комітету телебачення і радіомовлення України, Головою Фонду державного майна України, його першим заступником та заступником, членом Центральної виборчої комісії, Головою Національного банку України, його першим заступником та заступником, членом Ради Національного банку України, Секретарем Ради національної безпеки і оборони України, його першим заступником та заступником, Постійним Представником Президента України в Автономній Республіці Крим, його першим заступником та заступником, радником або помічником Президента України, Голови Верховної Ради України, Прем'єр-міністра України; державним службовцем, посада якого належить до категорії «А»; депутатом Верховної Ради Автономної Республіки Крим, депутатом обласної ради, міської ради міст Києва та Севастополя, посадовою особою місцевого самоврядування, посаду якої віднесено до першої та другої категорій посад; суддею (крім суддів Вищого антикорупційного суду), суддею Конституційного Суду України, присяжним (під час виконання ним обов'язків у суді), Головою, заступником Голови, членом, інспектором Вищої ради правосуддя, Головою, заступником Голови, членом, інспектором Вищої кваліфікаційної комісії суддів України; прокурорами органів прокуратури, зазначеними у пунктах 1 — 4, 5 — 11 частини першої статті 15 Закону України «Про прокуратуру»; особою вищого начальницького складу, державної кримінально-виконавчої служби, органів та підрозділів цивільного захисту, вищого складу Національної поліції, посадовою особою митної служби, якій присвоєно спеціальне звання державного радника податкової та митної справи III рангу і вище, посадовою особою органів державної податкової служби, якій присвоєно спеціальне звання державного радника податкової та митної справи III рангу і вище; військовослужбовцем вищого офіцерського складу Збройних Сил України, Служби безпеки України, Державної прикордонної служби України, Державної спеціальної служби транспорту, Національної гвардії України та інших військових формувань, утворених відповідно до законів України; керівником суб'єкта великого підприємництва, у статутному капіталі якого частка державної або комунальної власності перевищує 50 відсотків | 2) розмір предмета злочину розмір предмета злочину або завданої ним шкоди в п'ятсот і більше разів перевищує розмір прожиткового мінімуму для працездатних осіб, встановленого законом на час вчинення злочину (якщо злочин вчинено службовою особою державного органу, правоохоронного органу, військового формування, органу місцевого самоврядування, суб'єкта господарювання, у статутному капіталі якого частка державної або комунальної власності перевищує 50 відсотків) |                                 |
| Корупційні                       | 369             | Пропозиція, обіцянка або надання неправомірної вигоди службовій особі | 3) злочин вчинено щодо злочин вчинено щодо посадової особи іноземної держави (ч. 4 ст. 18 КК України [Архівовано 25 листопада 2009 у Wayback Machine.]) або щодо особи, зазначеної в п. 1 ч. 5 ст. 216 КПК України [Архівовано 26 грудня 2014 у Wayback Machine.] | 1) ким вчинено злочин Президентом України, повноваження якого припинено, народним депутатом України, Прем'єр-міністром України, членом Кабінету Міністрів України, першим заступником та заступником міністра, членом Національної ради України з питань телебачення і радіомовлення, Національної комісії, що здійснює державне регулювання у сфері ринків фінансових послуг, Національної комісії з цінних паперів та фондового ринку, Антимонопольного комітету України, Головою Державного комітету телебачення і радіомовлення України, Головою Фонду державного майна України, його першим заступником та заступником, членом Центральної виборчої комісії, Головою Національного банку України, його першим заступником та заступником, членом Ради Національного банку України, Секретарем Ради національної безпеки і оборони України, його першим заступником та заступником, Постійним Представником Президента України в Автономній Республіці Крим, його першим заступником та заступником, радником або помічником Президента України, Голови Верховної Ради України, Прем'єр-міністра України; державним службовцем, посада якого належить до категорії «А»; депутатом Верховної Ради Автономної Республіки Крим, депутатом обласної ради, міської ради міст Києва та Севастополя, посадовою особою місцевого самоврядування, посаду якої віднесено до першої та другої категорій посад; суддею (крім суддів Вищого антикорупційного суду), суддею Конституційного Суду України, присяжним (під час виконання ним обов'язків у суді), Головою, заступником Голови, членом, інспектором Вищої ради правосуддя, Головою, заступником Голови, членом, інспектором Вищої кваліфікаційної комісії суддів України; прокурорами органів прокуратури, зазначеними у пунктах 1 — 4, 5 — 11 частини першої статті 15 Закону України «Про прокуратуру»; особою вищого начальницького складу, державної кримінально-виконавчої служби, органів та підрозділів цивільного захисту, вищого складу Національної поліції, посадовою особою митної служби, якій присвоєно спеціальне звання державного радника податкової та митної справи III рангу і вище, посадовою особою органів державної податкової служби, якій присвоєно спеціальне звання державного радника податкової та митної справи III рангу і вище; військовослужбовцем вищого офіцерського складу Збройних Сил України, Служби безпеки України, Державної прикордонної служби України, Державної спеціальної служби транспорту, Національної гвардії України та інших військових формувань, утворених відповідно до законів України; керівником суб'єкта великого підприємництва, у статутному капіталі якого частка державної або комунальної власності перевищує 50 відсотків | 2) розмір предмета злочину розмір предмета злочину або завданої ним шкоди в п'ятсот і більше разів перевищує розмір прожиткового мінімуму для працездатних осіб, встановленого законом на час вчинення злочину (якщо злочин вчинено службовою особою державного органу, правоохоронного органу, військового формування, органу місцевого самоврядування, суб'єкта господарювання, у статутному капіталі якого частка державної або комунальної власності перевищує 50 відсотків) |                                 |
| Корупційні                       | 3692 ч. 1       | Зловживання впливом 1. Пропозиція, обіцянка або надання неправомірної вигоди особі, яка пропонує чи обіцяє (погоджується) за таку вигоду або за надання такої вигоди третій особі вплинути на прийняття рішення особою, уповноваженою на виконання функцій держави | 3) злочин вчинено щодо злочин вчинено щодо посадової особи іноземної держави (ч. 4 ст. 18 КК України [Архівовано 25 листопада 2009 у Wayback Machine.]) або щодо особи, зазначеної в п. 1 ч. 5 ст. 216 КПК України [Архівовано 26 грудня 2014 у Wayback Machine.] | 1) ким вчинено злочин Президентом України, повноваження якого припинено, народним депутатом України, Прем'єр-міністром України, членом Кабінету Міністрів України, першим заступником та заступником міністра, членом Національної ради України з питань телебачення і радіомовлення, Національної комісії, що здійснює державне регулювання у сфері ринків фінансових послуг, Національної комісії з цінних паперів та фондового ринку, Антимонопольного комітету України, Головою Державного комітету телебачення і радіомовлення України, Головою Фонду державного майна України, його першим заступником та заступником, членом Центральної виборчої комісії, Головою Національного банку України, його першим заступником та заступником, членом Ради Національного банку України, Секретарем Ради національної безпеки і оборони України, його першим заступником та заступником, Постійним Представником Президента України в Автономній Республіці Крим, його першим заступником та заступником, радником або помічником Президента України, Голови Верховної Ради України, Прем'єр-міністра України; державним службовцем, посада якого належить до категорії «А»; депутатом Верховної Ради Автономної Республіки Крим, депутатом обласної ради, міської ради міст Києва та Севастополя, посадовою особою місцевого самоврядування, посаду якої віднесено до першої та другої категорій посад; суддею (крім суддів Вищого антикорупційного суду), суддею Конституційного Суду України, присяжним (під час виконання ним обов'язків у суді), Головою, заступником Голови, членом, інспектором Вищої ради правосуддя, Головою, заступником Голови, членом, інспектором Вищої кваліфікаційної комісії суддів України; прокурорами органів прокуратури, зазначеними у пунктах 1 — 4, 5 — 11 частини першої статті 15 Закону України «Про прокуратуру»; особою вищого начальницького складу, державної кримінально-виконавчої служби, органів та підрозділів цивільного захисту, вищого складу Національної поліції, посадовою особою митної служби, якій присвоєно спеціальне звання державного радника податкової та митної справи III рангу і вище, посадовою особою органів державної податкової служби, якій присвоєно спеціальне звання державного радника податкової та митної справи III рангу і вище; військовослужбовцем вищого офіцерського складу Збройних Сил України, Служби безпеки України, Державної прикордонної служби України, Державної спеціальної служби транспорту, Національної гвардії України та інших військових формувань, утворених відповідно до законів України; керівником суб'єкта великого підприємництва, у статутному капіталі якого частка державної або комунальної власності перевищує 50 відсотків | 2) розмір предмета злочину розмір предмета злочину або завданої ним шкоди в п'ятсот і більше разів перевищує розмір прожиткового мінімуму для працездатних осіб, встановленого законом на час вчинення злочину (якщо злочин вчинено службовою особою державного органу, правоохоронного органу, військового формування, органу місцевого самоврядування, суб'єкта господарювання, у статутному капіталі якого частка державної або комунальної власності перевищує 50 відсотків) |                                 |
| Корупційні                       | 3692 ч. 2, 3    | Зловживання впливом 2. Прийняття пропозиції, обіцянки або одержання неправомірної вигоди для себе чи третьої особи за вплив на прийняття рішення особою, уповноваженою на виконання функцій держави, або пропозиція чи обіцянка здійснити вплив за надання такої вигоди 3. Прийняття пропозиції, обіцянки або одержання неправомірної вигоди для себе чи третьої особи за вплив на прийняття рішення особою, уповноваженою на виконання функцій держави, поєднане з вимаганням такої вигоди | | 1) ким вчинено злочин Президентом України, повноваження якого припинено, народним депутатом України, Прем'єр-міністром України, членом Кабінету Міністрів України, першим заступником та заступником міністра, членом Національної ради України з питань телебачення і радіомовлення, Національної комісії, що здійснює державне регулювання у сфері ринків фінансових послуг, Національної комісії з цінних паперів та фондового ринку, Антимонопольного комітету України, Головою Державного комітету телебачення і радіомовлення України, Головою Фонду державного майна України, його першим заступником та заступником, членом Центральної виборчої комісії, Головою Національного банку України, його першим заступником та заступником, членом Ради Національного банку України, Секретарем Ради національної безпеки і оборони України, його першим заступником та заступником, Постійним Представником Президента України в Автономній Республіці Крим, його першим заступником та заступником, радником або помічником Президента України, Голови Верховної Ради України, Прем'єр-міністра України; державним службовцем, посада якого належить до категорії «А»; депутатом Верховної Ради Автономної Республіки Крим, депутатом обласної ради, міської ради міст Києва та Севастополя, посадовою особою місцевого самоврядування, посаду якої віднесено до першої та другої категорій посад; суддею (крім суддів Вищого антикорупційного суду), суддею Конституційного Суду України, присяжним (під час виконання ним обов'язків у суді), Головою, заступником Голови, членом, інспектором Вищої ради правосуддя, Головою, заступником Голови, членом, інспектором Вищої кваліфікаційної комісії суддів України; прокурорами органів прокуратури, зазначеними у пунктах 1 — 4, 5 — 11 частини першої статті 15 Закону України «Про прокуратуру»; особою вищого начальницького складу, державної кримінально-виконавчої служби, органів та підрозділів цивільного захисту, вищого складу Національної поліції, посадовою особою митної служби, якій присвоєно спеціальне звання державного радника податкової та митної справи III рангу і вище, посадовою особою органів державної податкової служби, якій присвоєно спеціальне звання державного радника податкової та митної справи III рангу і вище; військовослужбовцем вищого офіцерського складу Збройних Сил України, Служби безпеки України, Державної прикордонної служби України, Державної спеціальної служби транспорту, Національної гвардії України та інших військових формувань, утворених відповідно до законів України; керівником суб'єкта великого підприємництва, у статутному капіталі якого частка державної або комунальної власності перевищує 50 відсотків | 2) розмір предмета злочину розмір предмета злочину або завданої ним шкоди в п'ятсот і більше разів перевищує розмір прожиткового мінімуму для працездатних осіб, встановленого законом на час вчинення злочину (якщо злочин вчинено службовою особою державного органу, правоохоронного органу, військового формування, органу місцевого самоврядування, суб'єкта господарювання, у статутному капіталі якого частка державної або комунальної власності перевищує 50 відсотків) |                                 |
| У сфері господарської діяльності | 2062            | Протиправне заволодіння майном підприємства, установи, організації | | 1) ким вчинено злочин Президентом України, повноваження якого припинено, народним депутатом України, Прем'єр-міністром України, членом Кабінету Міністрів України, першим заступником та заступником міністра, членом Національної ради України з питань телебачення і радіомовлення, Національної комісії, що здійснює державне регулювання у сфері ринків фінансових послуг, Національної комісії з цінних паперів та фондового ринку, Антимонопольного комітету України, Головою Державного комітету телебачення і радіомовлення України, Головою Фонду державного майна України, його першим заступником та заступником, членом Центральної виборчої комісії, Головою Національного банку України, його першим заступником та заступником, членом Ради Національного банку України, Секретарем Ради національної безпеки і оборони України, його першим заступником та заступником, Постійним Представником Президента України в Автономній Республіці Крим, його першим заступником та заступником, радником або помічником Президента України, Голови Верховної Ради України, Прем'єр-міністра України; державним службовцем, посада якого належить до категорії «А»; депутатом Верховної Ради Автономної Республіки Крим, депутатом обласної ради, міської ради міст Києва та Севастополя, посадовою особою місцевого самоврядування, посаду якої віднесено до першої та другої категорій посад; суддею (крім суддів Вищого антикорупційного суду), суддею Конституційного Суду України, присяжним (під час виконання ним обов'язків у суді), Головою, заступником Голови, членом, інспектором Вищої ради правосуддя, Головою, заступником Голови, членом, інспектором Вищої кваліфікаційної комісії суддів України; прокурорами органів прокуратури, зазначеними у пунктах 1 — 4, 5 — 11 частини першої статті 15 Закону України «Про прокуратуру»; особою вищого начальницького складу, державної кримінально-виконавчої служби, органів та підрозділів цивільного захисту, вищого складу Національної поліції, посадовою особою митної служби, якій присвоєно спеціальне звання державного радника податкової та митної справи III рангу і вище, посадовою особою органів державної податкової служби, якій присвоєно спеціальне звання державного радника податкової та митної справи III рангу і вище; військовослужбовцем вищого офіцерського складу Збройних Сил України, Служби безпеки України, Державної прикордонної служби України, Державної спеціальної служби транспорту, Національної гвардії України та інших військових формувань, утворених відповідно до законів України; керівником суб'єкта великого підприємництва, у статутному капіталі якого частка державної або комунальної власності перевищує 50 відсотків | 2) розмір предмета злочину розмір предмета злочину або завданої ним шкоди в п'ятсот і більше разів перевищує розмір прожиткового мінімуму для працездатних осіб, встановленого законом на час вчинення злочину (якщо злочин вчинено службовою особою державного органу, правоохоронного органу, військового формування, органу місцевого самоврядування, суб'єкта господарювання, у статутному капіталі якого частка державної або комунальної власності перевищує 50 відсотків) |                                 |
| У сфері господарської діяльності | 209             | Легалізація (відмивання) доходів, одержаних злочинним шляхом | | 1) ким вчинено злочин Президентом України, повноваження якого припинено, народним депутатом України, Прем'єр-міністром України, членом Кабінету Міністрів України, першим заступником та заступником міністра, членом Національної ради України з питань телебачення і радіомовлення, Національної комісії, що здійснює державне регулювання у сфері ринків фінансових послуг, Національної комісії з цінних паперів та фондового ринку, Антимонопольного комітету України, Головою Державного комітету телебачення і радіомовлення України, Головою Фонду державного майна України, його першим заступником та заступником, членом Центральної виборчої комісії, Головою Національного банку України, його першим заступником та заступником, членом Ради Національного банку України, Секретарем Ради національної безпеки і оборони України, його першим заступником та заступником, Постійним Представником Президента України в Автономній Республіці Крим, його першим заступником та заступником, радником або помічником Президента України, Голови Верховної Ради України, Прем'єр-міністра України; державним службовцем, посада якого належить до категорії «А»; депутатом Верховної Ради Автономної Республіки Крим, депутатом обласної ради, міської ради міст Києва та Севастополя, посадовою особою місцевого самоврядування, посаду якої віднесено до першої та другої категорій посад; суддею (крім суддів Вищого антикорупційного суду), суддею Конституційного Суду України, присяжним (під час виконання ним обов'язків у суді), Головою, заступником Голови, членом, інспектором Вищої ради правосуддя, Головою, заступником Голови, членом, інспектором Вищої кваліфікаційної комісії суддів України; прокурорами органів прокуратури, зазначеними у пунктах 1 — 4, 5 — 11 частини першої статті 15 Закону України «Про прокуратуру»; особою вищого начальницького складу, державної кримінально-виконавчої служби, органів та підрозділів цивільного захисту, вищого складу Національної поліції, посадовою особою митної служби, якій присвоєно спеціальне звання державного радника податкової та митної справи III рангу і вище, посадовою особою органів державної податкової служби, якій присвоєно спеціальне звання державного радника податкової та митної справи III рангу і вище; військовослужбовцем вищого офіцерського складу Збройних Сил України, Служби безпеки України, Державної прикордонної служби України, Державної спеціальної служби транспорту, Національної гвардії України та інших військових формувань, утворених відповідно до законів України; керівником суб'єкта великого підприємництва, у статутному капіталі якого частка державної або комунальної власності перевищує 50 відсотків | 2) розмір предмета злочину розмір предмета злочину або завданої ним шкоди в п'ятсот і більше разів перевищує розмір прожиткового мінімуму для працездатних осіб, встановленого законом на час вчинення злочину (якщо злочин вчинено службовою особою державного органу, правоохоронного органу, військового формування, органу місцевого самоврядування, суб'єкта господарювання, у статутному капіталі якого частка державної або комунальної власності перевищує 50 відсотків) |                                 |
| У сфері господарської діяльності | 211             | Видання нормативно-правових актів, що зменшують надходження бюджету або збільшують витрати бюджету | | 1) ким вчинено злочин Президентом України, повноваження якого припинено, народним депутатом України, Прем'єр-міністром України, членом Кабінету Міністрів України, першим заступником та заступником міністра, членом Національної ради України з питань телебачення і радіомовлення, Національної комісії, що здійснює державне регулювання у сфері ринків фінансових послуг, Національної комісії з цінних паперів та фондового ринку, Антимонопольного комітету України, Головою Державного комітету телебачення і радіомовлення України, Головою Фонду державного майна України, його першим заступником та заступником, членом Центральної виборчої комісії, Головою Національного банку України, його першим заступником та заступником, членом Ради Національного банку України, Секретарем Ради національної безпеки і оборони України, його першим заступником та заступником, Постійним Представником Президента України в Автономній Республіці Крим, його першим заступником та заступником, радником або помічником Президента України, Голови Верховної Ради України, Прем'єр-міністра України; державним службовцем, посада якого належить до категорії «А»; депутатом Верховної Ради Автономної Республіки Крим, депутатом обласної ради, міської ради міст Києва та Севастополя, посадовою особою місцевого самоврядування, посаду якої віднесено до першої та другої категорій посад; суддею (крім суддів Вищого антикорупційного суду), суддею Конституційного Суду України, присяжним (під час виконання ним обов'язків у суді), Головою, заступником Голови, членом, інспектором Вищої ради правосуддя, Головою, заступником Голови, членом, інспектором Вищої кваліфікаційної комісії суддів України; прокурорами органів прокуратури, зазначеними у пунктах 1 — 4, 5 — 11 частини першої статті 15 Закону України «Про прокуратуру»; особою вищого начальницького складу, державної кримінально-виконавчої служби, органів та підрозділів цивільного захисту, вищого складу Національної поліції, посадовою особою митної служби, якій присвоєно спеціальне звання державного радника податкової та митної справи III рангу і вище, посадовою особою органів державної податкової служби, якій присвоєно спеціальне звання державного радника податкової та митної справи III рангу і вище; військовослужбовцем вищого офіцерського складу Збройних Сил України, Служби безпеки України, Державної прикордонної служби України, Державної спеціальної служби транспорту, Національної гвардії України та інших військових формувань, утворених відповідно до законів України; керівником суб'єкта великого підприємництва, у статутному капіталі якого частка державної або комунальної власності перевищує 50 відсотків | 2) розмір предмета злочину розмір предмета злочину або завданої ним шкоди в п'ятсот і більше разів перевищує розмір прожиткового мінімуму для працездатних осіб, встановленого законом на час вчинення злочину (якщо злочин вчинено службовою особою державного органу, правоохоронного органу, військового формування, органу місцевого самоврядування, суб'єкта господарювання, у статутному капіталі якого частка державної або комунальної власності перевищує 50 відсотків) |                                 |
| У сфері службової діяльності     | 3661            | Декларування недостовірної інформації | | 1) ким вчинено злочин Президентом України, повноваження якого припинено, народним депутатом України, Прем'єр-міністром України, членом Кабінету Міністрів України, першим заступником та заступником міністра, членом Національної ради України з питань телебачення і радіомовлення, Національної комісії, що здійснює державне регулювання у сфері ринків фінансових послуг, Національної комісії з цінних паперів та фондового ринку, Антимонопольного комітету України, Головою Державного комітету телебачення і радіомовлення України, Головою Фонду державного майна України, його першим заступником та заступником, членом Центральної виборчої комісії, Головою Національного банку України, його першим заступником та заступником, членом Ради Національного банку України, Секретарем Ради національної безпеки і оборони України, його першим заступником та заступником, Постійним Представником Президента України в Автономній Республіці Крим, його першим заступником та заступником, радником або помічником Президента України, Голови Верховної Ради України, Прем'єр-міністра України; державним службовцем, посада якого належить до категорії «А»; депутатом Верховної Ради Автономної Республіки Крим, депутатом обласної ради, міської ради міст Києва та Севастополя, посадовою особою місцевого самоврядування, посаду якої віднесено до першої та другої категорій посад; суддею (крім суддів Вищого антикорупційного суду), суддею Конституційного Суду України, присяжним (під час виконання ним обов'язків у суді), Головою, заступником Голови, членом, інспектором Вищої ради правосуддя, Головою, заступником Голови, членом, інспектором Вищої кваліфікаційної комісії суддів України; прокурорами органів прокуратури, зазначеними у пунктах 1 — 4, 5 — 11 частини першої статті 15 Закону України «Про прокуратуру»; особою вищого начальницького складу, державної кримінально-виконавчої служби, органів та підрозділів цивільного захисту, вищого складу Національної поліції, посадовою особою митної служби, якій присвоєно спеціальне звання державного радника податкової та митної справи III рангу і вище, посадовою особою органів державної податкової служби, якій присвоєно спеціальне звання державного радника податкової та митної справи III рангу і вище; військовослужбовцем вищого офіцерського складу Збройних Сил України, Служби безпеки України, Державної прикордонної служби України, Державної спеціальної служби транспорту, Національної гвардії України та інших військових формувань, утворених відповідно до законів України; керівником суб'єкта великого підприємництва, у статутному капіталі якого частка державної або комунальної власності перевищує 50 відсотків | 2) розмір предмета злочину розмір предмета злочину або завданої ним шкоди в п'ятсот і більше разів перевищує розмір прожиткового мінімуму для працездатних осіб, встановленого законом на час вчинення злочину (якщо злочин вчинено службовою особою державного органу, правоохоронного органу, військового формування, органу місцевого самоврядування, суб'єкта господарювання, у статутному капіталі якого частка державної або комунальної власності перевищує 50 відсотків) |                                 |
| У сфері службової діяльності     | 3662            | Декларування недостовірної інформації | | 1) ким вчинено злочин Президентом України, повноваження якого припинено, народним депутатом України, Прем'єр-міністром України, членом Кабінету Міністрів України, першим заступником та заступником міністра, членом Національної ради України з питань телебачення і радіомовлення, Національної комісії, що здійснює державне регулювання у сфері ринків фінансових послуг, Національної комісії з цінних паперів та фондового ринку, Антимонопольного комітету України, Головою Державного комітету телебачення і радіомовлення України, Головою Фонду державного майна України, його першим заступником та заступником, членом Центральної виборчої комісії, Головою Національного банку України, його першим заступником та заступником, членом Ради Національного банку України, Секретарем Ради національної безпеки і оборони України, його першим заступником та заступником, Постійним Представником Президента України в Автономній Республіці Крим, його першим заступником та заступником, радником або помічником Президента України, Голови Верховної Ради України, Прем'єр-міністра України; державним службовцем, посада якого належить до категорії «А»; депутатом Верховної Ради Автономної Республіки Крим, депутатом обласної ради, міської ради міст Києва та Севастополя, посадовою особою місцевого самоврядування, посаду якої віднесено до першої та другої категорій посад; суддею (крім суддів Вищого антикорупційного суду), суддею Конституційного Суду України, присяжним (під час виконання ним обов'язків у суді), Головою, заступником Голови, членом, інспектором Вищої ради правосуддя, Головою, заступником Голови, членом, інспектором Вищої кваліфікаційної комісії суддів України; прокурорами органів прокуратури, зазначеними у пунктах 1 — 4, 5 — 11 частини першої статті 15 Закону України «Про прокуратуру»; особою вищого начальницького складу, державної кримінально-виконавчої служби, органів та підрозділів цивільного захисту, вищого складу Національної поліції, посадовою особою митної служби, якій присвоєно спеціальне звання державного радника податкової та митної справи III рангу і вище, посадовою особою органів державної податкової служби, якій присвоєно спеціальне звання державного радника податкової та митної справи III рангу і вище; військовослужбовцем вищого офіцерського складу Збройних Сил України, Служби безпеки України, Державної прикордонної служби України, Державної спеціальної служби транспорту, Національної гвардії України та інших військових формувань, утворених відповідно до законів України; керівником суб'єкта великого підприємництва, у статутному капіталі якого частка державної або комунальної власності перевищує 50 відсотків | 2) розмір предмета злочину розмір предмета злочину або завданої ним шкоди в п'ятсот і більше разів перевищує розмір прожиткового мінімуму для працездатних осіб, встановленого законом на час вчинення злочину (якщо злочин вчинено службовою особою державного органу, правоохоронного органу, військового формування, органу місцевого самоврядування, суб'єкта господарювання, у статутному капіталі якого частка державної або комунальної власності перевищує 50 відсотків) |                                 |
| У сфері службової діяльності     | 3663            | Неподання суб'єктом декларування декларації особи, уповноваженої на виконання функцій держави або місцевого самоврядування | | 1) ким вчинено злочин Президентом України, повноваження якого припинено, народним депутатом України, Прем'єр-міністром України, членом Кабінету Міністрів України, першим заступником та заступником міністра, членом Національної ради України з питань телебачення і радіомовлення, Національної комісії, що здійснює державне регулювання у сфері ринків фінансових послуг, Національної комісії з цінних паперів та фондового ринку, Антимонопольного комітету України, Головою Державного комітету телебачення і радіомовлення України, Головою Фонду державного майна України, його першим заступником та заступником, членом Центральної виборчої комісії, Головою Національного банку України, його першим заступником та заступником, членом Ради Національного банку України, Секретарем Ради національної безпеки і оборони України, його першим заступником та заступником, Постійним Представником Президента України в Автономній Республіці Крим, його першим заступником та заступником, радником або помічником Президента України, Голови Верховної Ради України, Прем'єр-міністра України; державним службовцем, посада якого належить до категорії «А»; депутатом Верховної Ради Автономної Республіки Крим, депутатом обласної ради, міської ради міст Києва та Севастополя, посадовою особою місцевого самоврядування, посаду якої віднесено до першої та другої категорій посад; суддею (крім суддів Вищого антикорупційного суду), суддею Конституційного Суду України, присяжним (під час виконання ним обов'язків у суді), Головою, заступником Голови, членом, інспектором Вищої ради правосуддя, Головою, заступником Голови, членом, інспектором Вищої кваліфікаційної комісії суддів України; прокурорами органів прокуратури, зазначеними у пунктах 1 — 4, 5 — 11 частини першої статті 15 Закону України «Про прокуратуру»; особою вищого начальницького складу, державної кримінально-виконавчої служби, органів та підрозділів цивільного захисту, вищого складу Національної поліції, посадовою особою митної служби, якій присвоєно спеціальне звання державного радника податкової та митної справи III рангу і вище, посадовою особою органів державної податкової служби, якій присвоєно спеціальне звання державного радника податкової та митної справи III рангу і вище; військовослужбовцем вищого офіцерського складу Збройних Сил України, Служби безпеки України, Державної прикордонної служби України, Державної спеціальної служби транспорту, Національної гвардії України та інших військових формувань, утворених відповідно до законів України; керівником суб'єкта великого підприємництва, у статутному капіталі якого частка державної або комунальної власності перевищує 50 відсотків | 2) розмір предмета злочину розмір предмета злочину або завданої ним шкоди в п'ятсот і більше разів перевищує розмір прожиткового мінімуму для працездатних осіб, встановленого законом на час вчинення злочину (якщо злочин вчинено службовою особою державного органу, правоохоронного органу, військового формування, органу місцевого самоврядування, суб'єкта господарювання, у статутному капіталі якого частка державної або комунальної власності перевищує 50 відсотків) |                                 |

## Формування першого складу

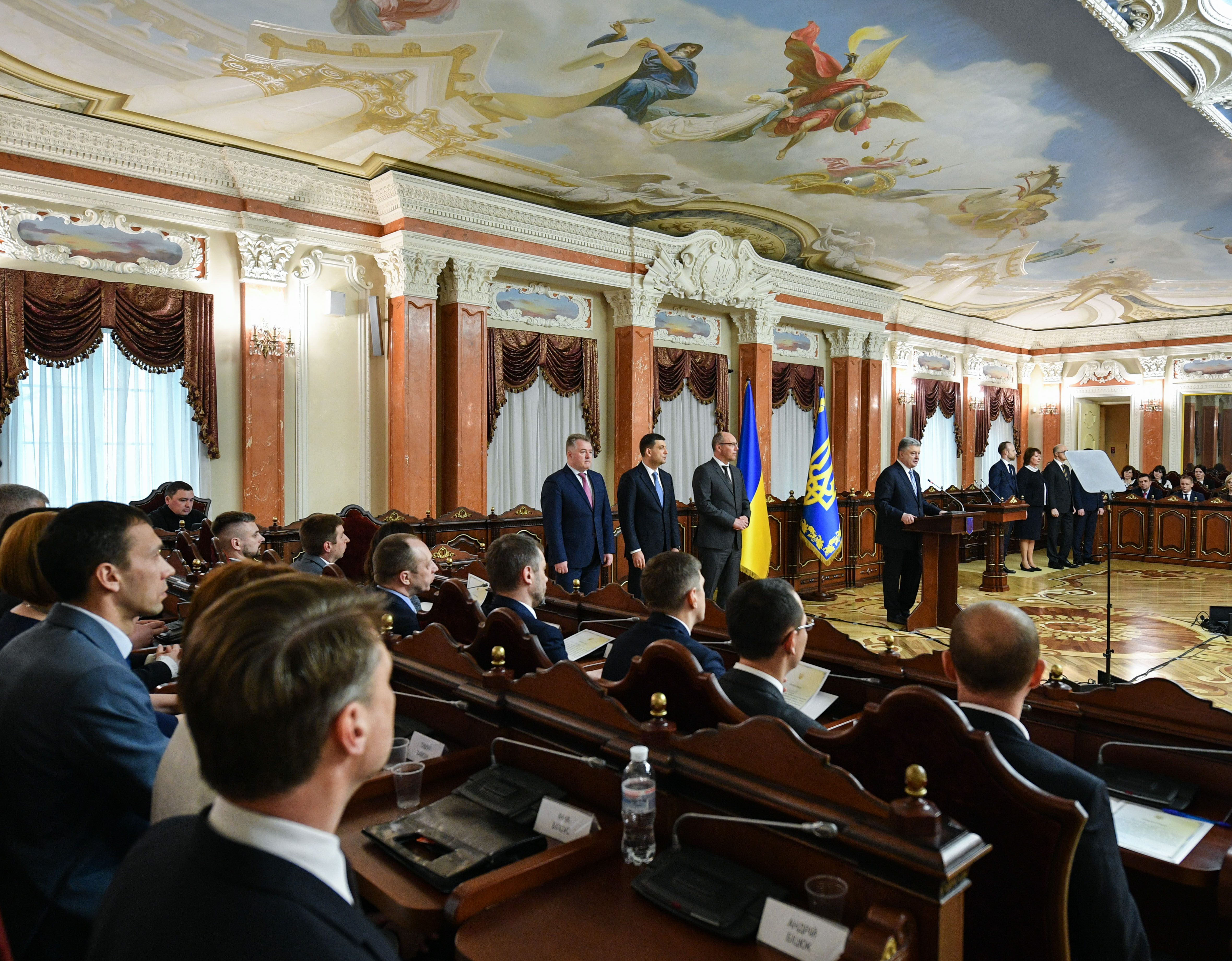
Церемонія присяги перших суддів Вищого антикорупційного суду України 11 квітня 2019 р.

Громадська рада міжнародних експертів є допоміжним органом Вищої кваліфікаційної комісії суддів при обранні суддів ВАКС. Громадська рада складається з шести членів, які призначаються ВККС виключно на підставі пропозицій міжнародних організацій, з якими Україна співпрацює у сфері протидії корупції.
ВККС визначилася з іменами членів Громадської ради міжнародних експертів 6 листопада 2018 року. До неї увійшли:
1. суддя Верховного суду Литви Аурелійус Гутаускас,
2. суддя Суду королівської лави у провінції Саскачеван (Канада) Тед Зажечни,
3. екс-голова першої секції ЄСПЛ Мір'яна Лазарова-Трайковська,
4. суддя Апеляційного суду Великої Британії у відставці сер Ентоні Хупер,
5. британський прокурор у відставці Лорна Харріс та
6. колишній заступник державного прокурора з розслідування особливо важливих економічних злочинів із Данії Флемінг Денкер.

Строк їх повноважень становить два роки.
Всього успішно склали іспити 113 претендентів у судді. До кінця січня 2019 через декілька відборів пройшов 71 із них.
6 березня 2019 ВККС назвала імена 39 переможців конкурсу, у тому числі 12 — до апеляційної палати.
11 квітня 2019 Президент України Петро Порошенко підписав два укази про призначення перших 38 суддів ВАКСУ: 27 першої інстанції та 11 Апеляційної палати. Цього ж дня у Кловському палаці відбулася церемонія принесення присяги.

## Суддівський корпус
Станом на вересень 2020 року в першій інстанції ВАКС працюють 27 суддів, з яких із початку роботи суду сформовано 6 постійних колегій по 3 судді кожна (з 01.01.2021 року — 5 постійних колегій) для розгляду справ за сутністю, та обрано 9 (з 01.01.2021 року — 12) слідчих суддів для здійснення судового контролю за дотриманням прав, свобод та інтересів осіб на стадії досудового розслідування. В апеляційній інстанції — 11 суддів та 4 колегії.

### Голови ВАКС
| № з/п | Ім'я                          | Дата початку повноважень | Дата закінчення повноважень | Посилання     |
| ----- | ----------------------------- | ------------------------ | --------------------------- | ------------- |
| 1     | Танасевич Олена Віталіївна    | 7 травня 2019            | 6 травня 2022               | [ 54 ] [ 55 ] |
| в.о.  | Павлишин Олег Федорович       | 7 травня 2022            | 14 лютого 2023              | [ 55 ]        |
| 2     | Михайленко Віра Володимирівна | 14 лютого 2023           | до цього часу               | [ 51 ] [ 56 ] |

### Заступники голови ВАКС
- Крук Євген Васильович (7 травня 2019 року — 6 травня 2022 року)[57][55]

### Голови Апеляційної палати
1. Чорненька Даниїла Степанівна[58] (24 травня 2019 року — 23 травня 2022 року)
2. Семенников Олександр Юрійович (з 24 травня 2022 року)[59].

## Апарат
Апарат суду очолює його керівник, який має заступника. До складу апарату входять помічники суддів та працівники, що забезпечують діяльність суду.
Структурні підрозділи:
- Відділ комунікацій
- Відділ судових розпорядників
- Режимно-секретний відділ
- Відділ забезпечення судового процесу
- Відділ правового забезпечення
- Відділ доступу до публічної інформації та розгляду звернень громадян
- Служба управління персоналом
  - Відділ кадрового забезпечення суддів
  - Відділ кадрового забезпечення апарату
- Управління планово-фінансової діяльності, бухгалтерського обліку та звітності
  - Відділ планування та фінансового забезпечення
  - Відділ бухгалтерського обліку та звітності
- Управління документообігу та організаційного забезпечення
  - Відділ документального забезпечення (канцелярія суду)
  - Відділ забезпечення функціонування автоматизованої системи та електронного суду
  - Відділ архівної справи
- Відділ інформаційних технологій та захисту інформації
- Відділ судової статистики, аналітичної роботи та узагальнення судової практики
- Управління адміністрування державним майном та матеріально-технічного і господарського забезпечення
  - Відділ адміністрування рухомим та нерухомим майном
  - Відділ матеріально-технічного і господарського забезпечення
- Сектор міжнародного співробітництва
- Сектор з питань запобігання та виявлення корупції
- Головні спеціалісти.

Окреме Управління з організаційного забезпечення Апеляційної палати ВАКС має свої відділи та помічників суддів.
Керівник апарату — Крикливенко Богдан Володимирович, обраний на конкурсі 17 травня 2019 року.

## Діяльність
Після формального початку роботи, що відбулося 5 вересня 2019 року, протягом першого тижня суд отримав 197 процесуальних документів. Одним із перших рішень став заочний арешт колишнього голови Вищого господарського суду Віктора Татькова.
Перший вирок винесено 30 жовтня стосовно судді Апеляційного суду Дніпропетровської області, яка не подала декларацію про доходи: її засудили до штрафу.
Перший вирок із реальним позбавленням волі вийшов 15 червня 2020 року щодо депутата Київської обласної ради за зловживання впливом.
За перший рік роботи судді винесли 16 вироків: 15 обвинувальних і 1 виправдувальний; 6 вироків із реальним покаранням у вигляді позбавлення волі.
1 жовтня 2020 у внутрішньому дворі суду вибухнув невідомий предмет, що пошкодило фасад будівлі. Судді пов'язали це зі «справою Мартиненка».
У 2022 році низка резонансних справ у ВАКС були закриті на підставі закінчення строків розслідування (див. Поправки Лозового).
4 травня 2023 ВАКС арештував мера Одеси Геннадія Труханова у справі щодо процедури купівлі приміщень заводу «Краян». Обвинуваченого взято під варту в залі суду з альтернативою внесення 13,420 млн грн застави.
| Рік (на січень місяць)                     | 2022 | 2023 |
| ------------------------------------------ | ---- | ---- |
| Справ на розглядi                          | 217  | 255  |
| Рішень у цивільних справах ухвалено        | 5    | 8    |
| Рішень в адміністративних справах ухвалено | 5    | 31   |
| Вироків ухвалено                           | 95   | 153  |